# VIII Korpus Cesarstwa Austriackiego
VIII Korpus Cesarstwa Austriackiego – jeden z korpusów w strukturze organizacyjnej armii Cesarstwa Austriackiego. Brał udział m.in. w wojnie siedmiotygodniowej (na froncie północnym).

## Skład w 1866
Jego dowódcą był feldmarszałek-porucznik arcyksiążę Leopold von Habsburg.
Korpus składał się z następujących oddziałów i pododdziałów:
- brygada piechoty (dowódca generał-major Gustaw Edler von Fragern),
- brygada piechoty (dowódca generał-major Leopold Kreysser von Kreyssern),
- brygada piechoty (dowódca generał-major Karl Schulz),
- brygada piechoty (dowódca generał-major Lothar Rothkirch und Panthem),
- 5 szwadronów 3 Pułku Ułanów arcyksięcia Karola,
- 1 bateria artylerii 4-funtowa,
- 8 baterii artylerii 8-funtowych,
- 2 baterie artylerii konnej,
- 1 bateria rakiet.